# US Gendarmerie Nationale
Die Union Sportive de la Gendarmerie Nationale ist ein nigrischer Fußballverein mit Sitz in Niamey.  Aktuell spielt der Verein in der ersten Liga.

## Geschichte
Der Verein wurde 1996 als Repräsentant der nationalen Gendarmerie in Niamey gegründet. 1999 debütierte die Mannschaft in der ersten nigrischen Liga. In der Saison 2016/17 erreichten sie die Vizemeisterschaft. Nachdem sie bereits in der aufgrund der COVID-19-Pandemie in Niger abgebrochenen Saison 2019/20 auf dem ersten Platz standen, wurden sie 2020/21 Meister. In derselben Spielzeit gewannen sie auch den nigrischen Pokal.

## Erfolge
- Nigrischer Meister: 2020/21[1]
- Nigrischer Pokalsieger: 2021[2]

## Stadion
Der Verein trägt seine Heimspiele im General-Seyni-Kountché-Stadion in Niamey aus. Das Stadion hat ein Fassungsvermögen von 35.000 Personen.

## Statistik in den CAF-Wettbewerben
| Wettbewerb                    | Runde          | Gegner                   | Hinspiel | Rückspiel |  |
| ----------------------------- | -------------- | ------------------------ | -------- | --------- |  |
|                               |                |                          |          |           |  |
| CAF Confederation Cup 2019/20 | Vorrunde       | al-Ittihad               | 1:1 (H)  | 0:2 (A)   |  |
| CAF Confederation Cup 2020/21 | Vorrunde       | Yeelen Olympique         | 1:0 (A)  | 1:1 (H)   |  |
|                               | 1. Runde       | JS Kabylie               | 1:2 (H)  | 0:2 (A)   |  |
| CAF Champions League 2021/22  | Vorrunde       | Le Messager FC de Ngozi  | 1:1 (H)  | 1:0 (A)   |  |
|                               | 1. Runde       | al Ahly SC               | 1:1 (H)  | 1:6 (A)   |  |
| CAF Confederation Cup 2021/22 | Play-off-Runde | Daring Club Motema Pembe | 2:0 (H)  | 0:1 (A)   |  |
|                               | Gruppenphase   | RS Berkane               | 3:5 (A)  | 2:2 (H)   |  |
|                               | Gruppenphase   | Simba SC                 | 1:1 (H)  | 0:4 (A)   |  |
|                               | Gruppenphase   | ASEC Mimosas             | 2:0 (H)  | 1:2 (A)   |  |